# Lugnås
Lugnås is een plaats in de gemeente Mariestad in het landschap Västergötland en de provincie Västra Götalands län in Zweden. De plaats heeft 653 inwoners (2005) en een oppervlakte van 90 hectare.
Lugnås wordt vaak samen gezien met het gehucht Björsäter. Oorspronkelijk was het dorp Lugnås aan de zuidkant van de E20 autoweg en Björsäter aan de noordkant. In Björsäter bevindt zich een treinstation. Om verwarring met het in het Östergötlands län in Zweden liggende Björsäter te voorkomen, heet het station Lugnås.
In Lugnås bevindt zich de Lungnåsberg, die ook klein Kinnekule wordt genoemd, naar de berg Kinnekule die vanaf de Lugnåsberg kan worden gezien.
Boven op de Lugnåsberg staat de Lugnåskerk.
Lugnås heeft een historie als mijnwerkersdorp. Vanaf 1100 werden er in Lugnås molenstenen gewonnen. Eerst in open mijnen, later in groeven.
Deze groeve is te bezoeken. 

## Björsäter
Björsäter grenst aan de noordzijde aan het Vänermeer en aan de zuidzijde aan de E20. Het is een dorp met beschermd stadsgezicht. Het wordt beschouwd als een van de best bewaarde lintdorpen in Zweden. In Björsäter staat de Björsäterkerk.